# Góry Czichaczowa
Góry Czichaczowa (ros.: хребет Чихачёва, chriebiet Czichaczowa) – pasmo górskie w południowo-wschodnim Ałtaju, położone na terytorium Rosji (tworzy granicę Republiki Ałtaju i Tuwy) i częściowo Mongolii (tworzy granicę Rosji a Mongolii) na północny wschód od Sajlugemu. Rozciąga się na długości ok. 100 km. Najwyższy szczyt znajduje się w masywie Türgen uul, w Mongolii i wznosi się na wysokość 4029,3 m n.p.m. Pasmo zbudowane jest z piaskowców, wapieni, łupków krystalicznych i kwarcytów. Występują niewielkie lodowce górskie. Zbocza pasma pokryte są roślinnością stepową i kamienistą tundrą. Góry nazwano na cześć Piotra Czichaczowa, rosyjskiego geografa i geologa.